# Friedrich von Forell

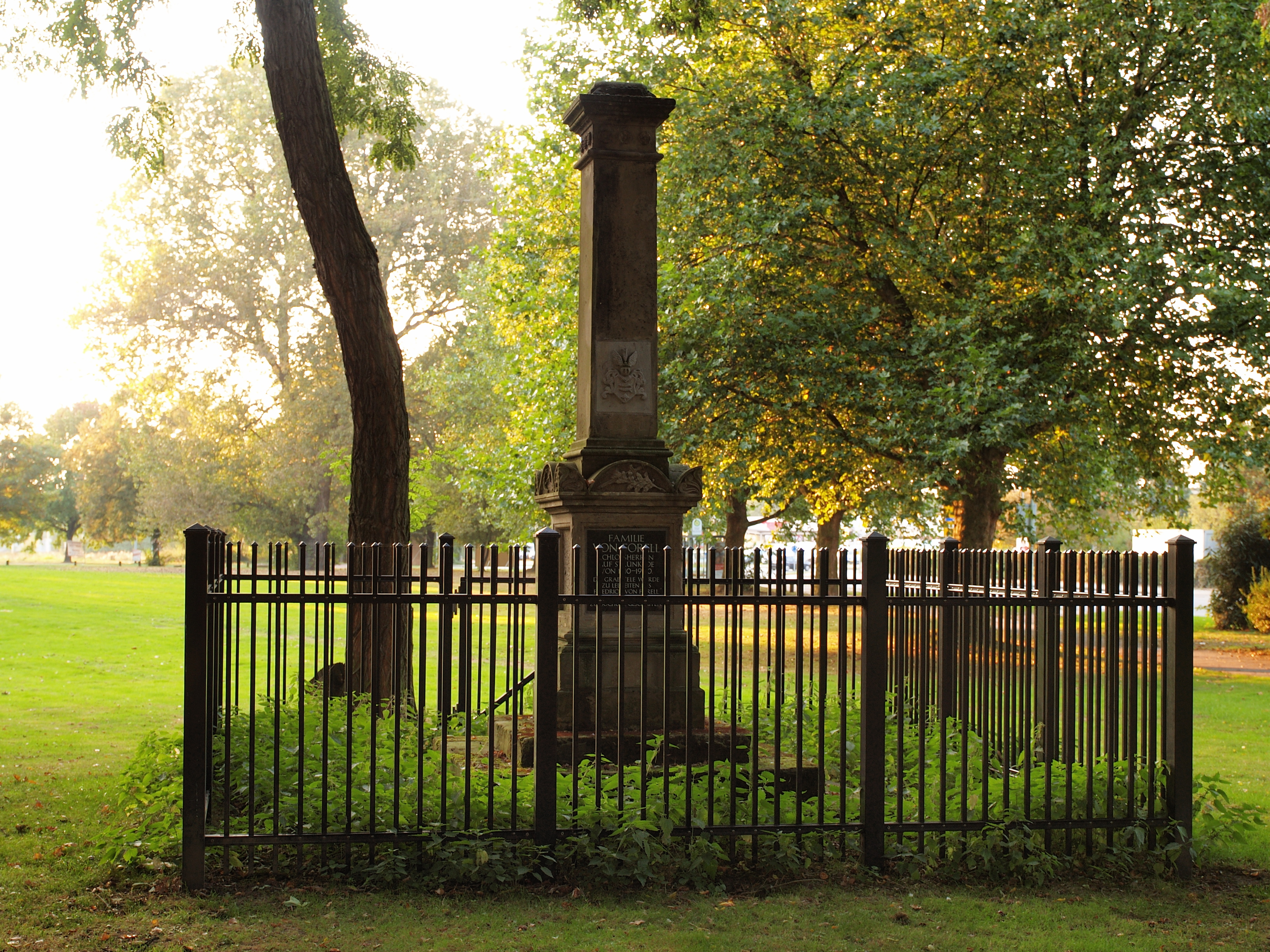
Um 1870 angelegtes Erbbegräbnis (2009)

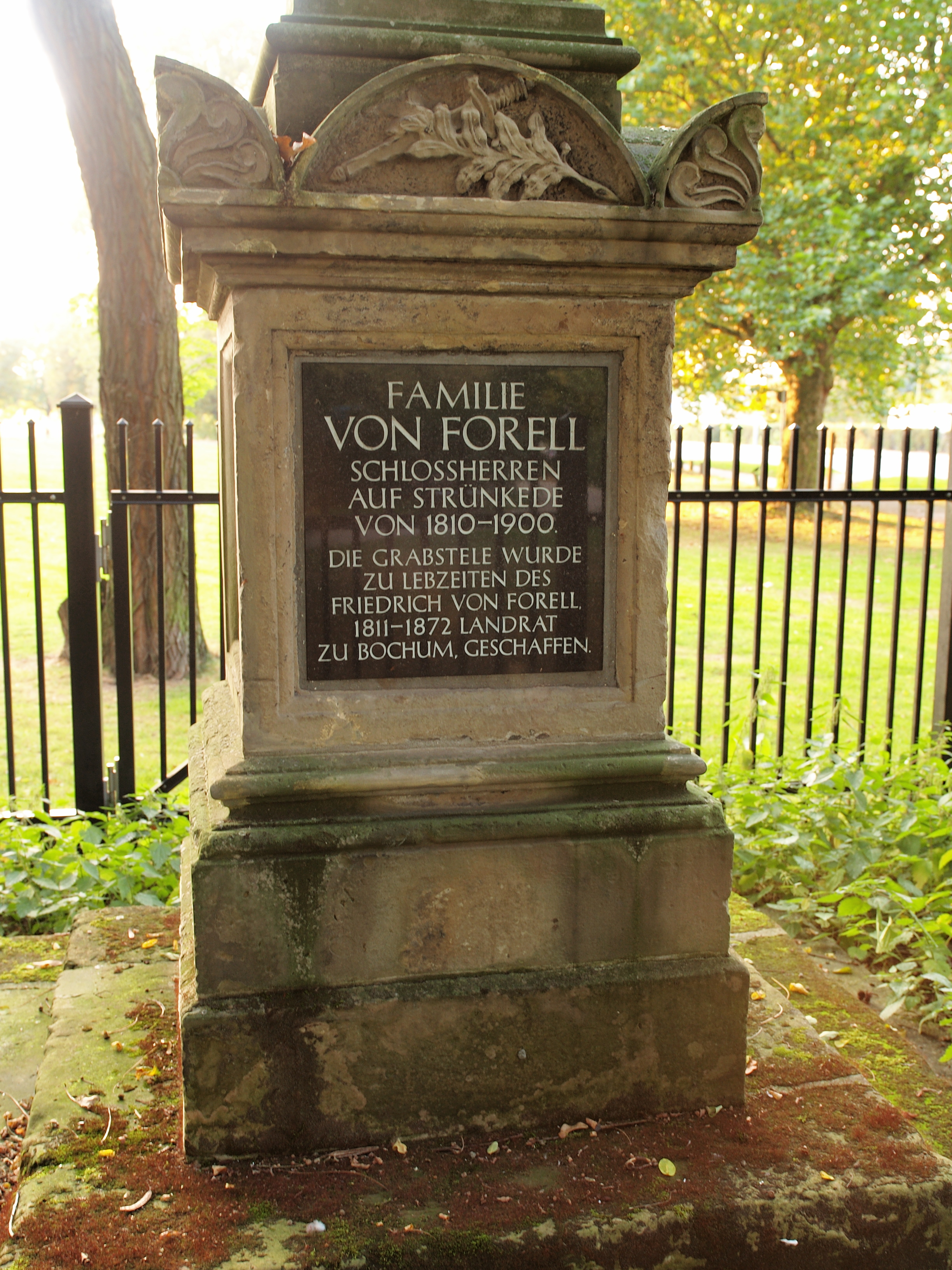
Erbbegräbnis – Detail (2009)

Friedrich Adolf August Wilhelm Gottfried von Forell (geboren am 21. Juli 1811 auf Schloss Strünkede; gestorben am 6. März 1872 ebenda) war Landrat des preußischen Kreises Bochum.

## Leben

### Herkunft
Die noch bestehende Familie von Forell gelangte durch Einheirat im Jahr 1810 an Haus Strünkede; zuvor hatte die Familie am Niederrhein gelebt. Friedrich von Forells Vater, der Oberlandessyndikus und preußische Hauptmann a. D. Johann Christian August Friedrich von Forell, heiratete seinerzeit Adolfine Karoline Wernerdine Friederike Freiin von Paland-Osterveen, eine Tochter der letzten geborenen von Strünkede, Sophie Charlotte Louise Henriette von Strünkede-Crudenburg. Friedrich von Forells Großvater, Johann Peter Friedrich Wilhelm von Forell erhielt am 10. Juli 1803 die Anerkennung des preußischen Adels.

### Werdegang
Nach dem Besuch der Rektoratsschule in Bochum wurde Friedrich von Forell zu Ostern 1829 mit der Reife zur Prima eines Gymnasiums entlassen. In direkter Folge trat er dann am 3. April 1829 in das 16. Linien-Infanterie-Regiment von Sparr (3. Westfälisches) mit Standort Düsseldorf ein, in dem er im Jahr 1832 zum Sekondeleutnant und 1847 zum Premier-Lieutenant befördert wurde. Im Januar 1849 wurde er aus dem Militärdienst entlassen und bezog mit seiner Familie das familieneigene Schloss Strünkede. Noch im März desselben Jahres übernahm er als Ehrenamtmann des Amtes Herne die erste öffentliche Funktion, woran sich die Wahl zum Kreisdeputierten des Kreises Bochum 1854 anschloss.
Nachdem am 5. Januar 1868 der Kreistag einstimmig Friedrich von Forell zum 1. Kandidaten für die Stelle des Landrates im Kreis Bochum gewählt hatte, wurde er am 25. Februar zunächst kommissarisch mit dessen Verwaltung beauftragt. Die definitive Ernennung bei gleichzeitigem Dispens von der Prüfung zur Eignung folgte im Jahr darauf, am 27. Februar. Nach nur vierjähriger Amtszeit starb er im Dienst.

## Familie
Friedrich von Forell heiratete am 2. Juli 1844 in Düsseldorf Bertha Johanna Friederike Batz (geboren am 5. Januar 1826 in Düsseldorf; gestorben am 14. Januar 1899 in Baukau). Aus der Ehe gingen drei Söhne hervor. Unter ihnen verfiel das Schloss auf Grund Bergschäden zunehmend und war schließlich weitgehend unbewohnbar. 1896 errichteten Familienmitglieder unweit der Schlosskapelle eine Villa. Das Schloss selbst wurde im Jahr 1900 an die Harpener Bergbau-Gesellschaft veräußert. Der Grundbesitz war bis zu diesem Zeitpunkt durch andauernden Verkauf der zugehörigen Höfe und Kotten von rund 125 auf nur noch 38,60 Hektar gesunken.

## Genealogie
- Gothaisches Genealogisches Taschenbuch der Adeligen Häuser. Zugleich Adelsmatrikel der D.A.G. Teil B (Briefadel). 1941. Dreiunddreißigster Jahrgang, Justus Perthes, Gotha 1940, S. 160–162. Siehe: FamilySearch (Kostenfrei).